# Історія Лукреції (Боттічеллі)
Історія Лукреції — картина італійського художника Сандро Боттічеллі, намальована темперною й олійною фарбами на дерев'яній скрині (кассоне). Створена між 1496 і 1504 роками. Експонується у Музеї Ізабелли Стюарт Гарднер у Бостоні.

## Трагедія Лукреції

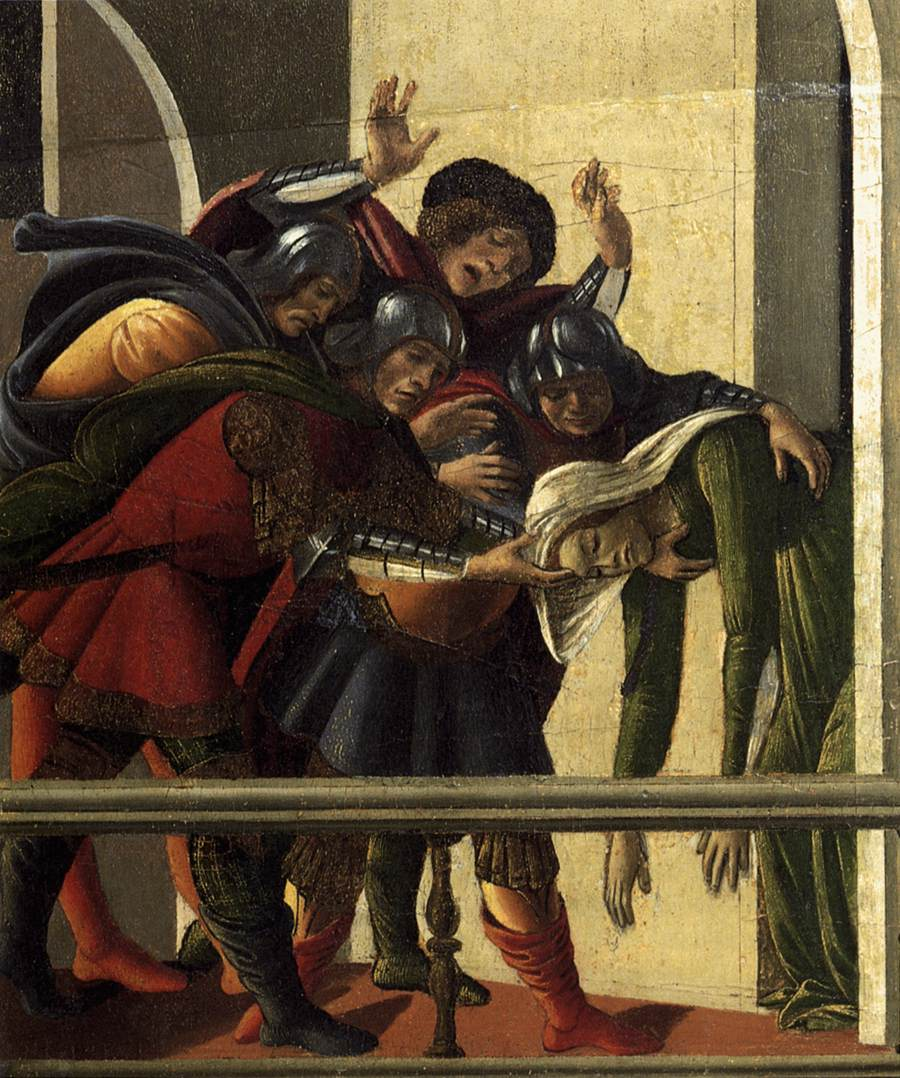
Сцена праворуч. Самогубство Лукреції

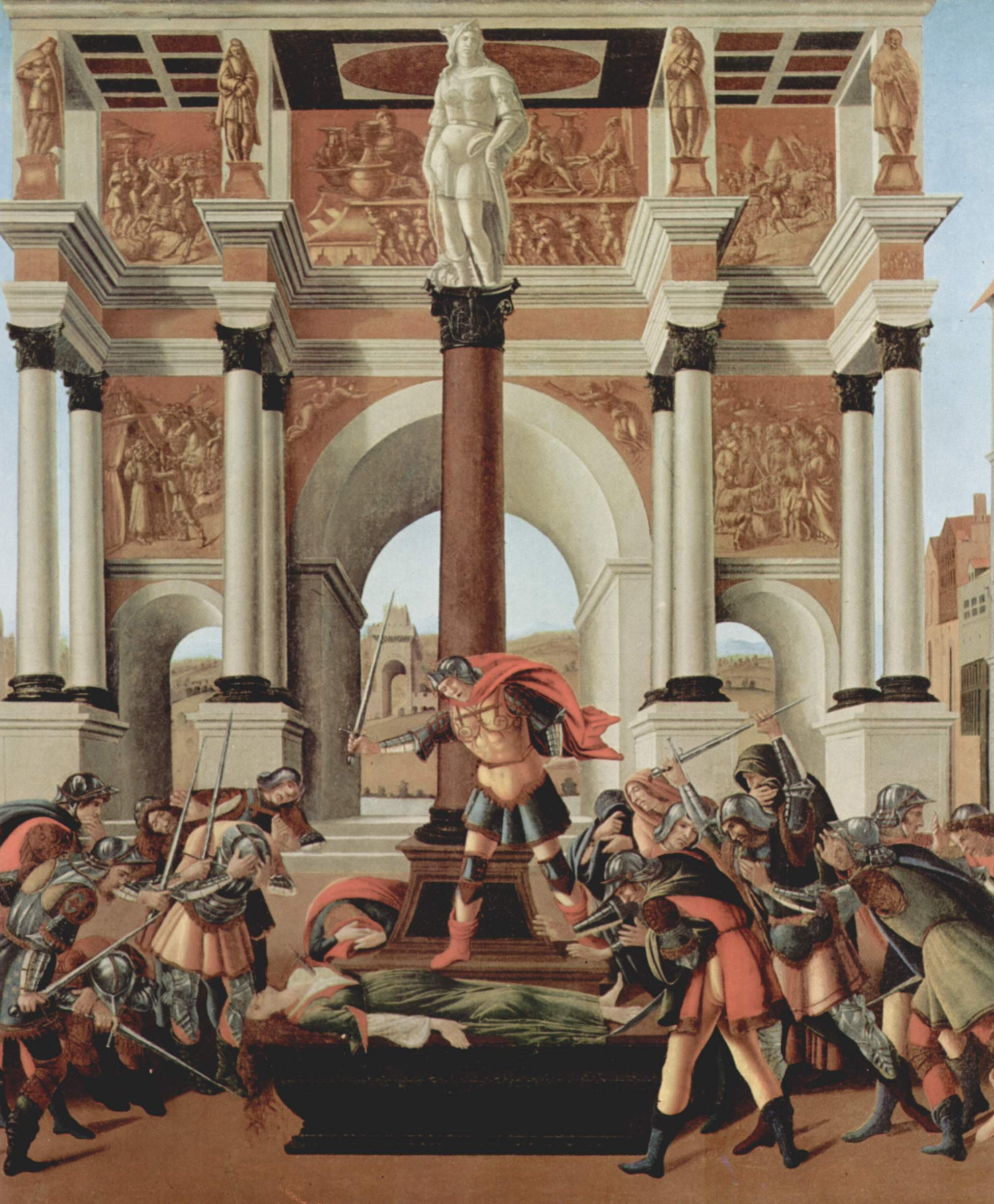
Смерть Лукреції

Тема повстання проти тиранії була популярною в італійських республіках. У центрі уваги митця — початок повстання, яке спричинило створення римської республіки.
Легенда свідчить, що доброчесну і цнотливу Лукрецію, дружину  першого римського консула Коллатіна, зґвалтував Секст Тарквіній, син останнього римського короля. Обурений Луцій Юній Брут, друг консула Коллатіна, підняв бунт, що призвів до повалення царської влади в Римі та встановлення римської республіки.
У центрі картини — тіло Лукреції, яка змальована як героїня. Брут стоїть над нею, закликаючи народ повалити царську владу. Навколо багато озброєних людей. У грудях Лукреції кинджал. На передньому плані за Брутом у верхній частині стовпа — статуя Давида і голова Голіафа. Давид і Голіаф були символом повстання проти тиранії у Флорентійській республіці.
Сцена на правому ґанку — смерть Лукреції. Жінка розповіла про своє горе чоловікові і, щоб врятувати свою честь, на очах спантеличеного чоловіка заколює себе кинджалом. Фриз над ґанком зображує Горація Коклеса, воїна, який захищав Рим від втручання Ларса Порсенни і Луція Тарквінія Гордого, вигнаного останнього римського царя.
Сцена на лівому ґанку —  напад на Лукрецію. Секст намагається вдертися у будинок, погрожуючи вбити її кинджалом. Фриз над ним зображує старозавітних Юдит й Олоферна, тирана, обезголовленого нею після спроби звабити її.
Архітектурне обрамлення композиції повторює використання архітектурних мотивів у Філіппіно Ліппі, вчителя Сандро Боттічеллі.